# 尾谷修
尾谷修（尾谷おさむ（おたに おさむ）、1983年6月23日—），日本插畫家，出生於兵庫縣，輕小說插畫作品散見於GA文庫、電擊文庫、MF文庫J等文庫。

## 插畫輕小說作品
- ，篠崎砂美著，GA文庫
- 《七姬物語》，高野和著，電擊文庫
- ，葛西伸哉著，MF文庫J

## 其他插畫作品
- 《伊希歐之夢》

## 外部連結
- （日語）空想嘉年華 （页面存档备份，存于）（尾谷修的網站）